# Ha Yoon-kyung
Ha Yoon-kyung (hangul: 하윤경; rr: Ha Yun-gyeong; MR: Ha Yun-kyŏng; 20 de outubro de 1992) é uma atriz sul-coreana, mais conhecida pelos seus papéis nas séries de televisão Hospital Playlist (2020–2021), Uma Advogada Extraordinária (2022) e See You in My 19th Life (2023)

## Vida e carreira
Ha Yoon-kyung nasceu em 20 de outubro de 1992, em Seodaemun-gu, Seul, Coreia do Sul. Ela começou sua carreira de atriz com a peça de teatro Ballade Pour Roxanna de 2015. Ha esteve envolvida em vários filmes independentes antes de aparecer em produções de televisão.

## Filmografia

### Filmes
| Ano  | Título               | Papel          | Notas              | Ref.          |
| ---- | -------------------- | -------------- | ------------------ | ------------- |
| 2015 | Socialphobia         | Ha-young/Re-na |                    | [ 4 ]         |
| 2016 | Stay with Me         | Ha Yoon        |                    | [ 5 ]         |
| 2016 | Squid                | Filha/Heji     |                    | [ 6 ]         |
| 2017 | Mr Subjective        | Ji-sun         |                    | [ 7 ]         |
| 2018 | Taklamakan           | Soo-eun        |                    | [ 8 ]         |
| 2018 | Park Hwa-young       | Yoon-kyung     |                    | [ 9 ]         |
| 2019 | Hello                | Yeo-bin        |                    | [ 10 ]        |
| 2021 | Go Back              | Ji-won         | Filme independente | [ 11 ] [ 12 ] |
| 2022 | Gyeong-ah’s Daughter | Yeonsu         | Filme independente | [ 13 ]        |

### Séries de televisão
| Ano       | Título                                                  | Papel           | Notas                                          | Ref.   |
| --------- | ------------------------------------------------------- | --------------- | ---------------------------------------------- | ------ |
| 2018      | Matrimonial Chaos                                       | Joo Soo-kyung   |                                                | [ 14 ] |
| 2018      | Queen of Mystery 2                                      | Kang Joo-yeon   |                                                | [ 15 ] |
| 2020–2021 | Hospital Playlist                                       | Heo Sun-bin     | Temporadas 1–2                                 | [ 16 ] |
| 2021      | She Would Never Know                                    | Chae Yeon-seung |                                                | [ 17 ] |
| 2021      | Especial de Drama – The Effect of One Night on Farewell | Jung Yun-jeong  | Drama de um ato                                | [ 18 ] |
| 2022      | O'PENing – What are you in the office, Share?           | Da-in           | Episódios 1–2 da 5ª Temporada; drama de um ato | [ 19 ] |
| 2022      | Uma Advogada Extraordinária                             | Choi Soo-yeon   |                                                | [ 20 ] |
| 2023      | Dr. Romantic                                            | Ela mesma       | Cameo (episódio 2); 3° Temporada               | [ 21 ] |
| 2023      | See You in My 19th Life                                 | Yoon Cho-won    |                                                | [ 22 ] |
| 2024      | Flex X Cop                                              | Hong Eun-a      | Cameo (episódios 6–8)                          | [ 23 ] |

### Webséries
| Ano | Título             | Papel             | Notas | Ref.   |
| --- | ------------------ | ----------------- | ----- | ------ |
| ASA | Alone in the Woods | Yoon Bo-min jovem |       | [ 24 ] |

### Teatro
| Ano  | Título                                      | Papel        | Ref.   |
| ---- | ------------------------------------------- | ------------ | ------ |
| 2015 | Ballade Pour Roxanna (록산느를 위한 발라드) | Roxanna      | [ 25 ] |
| 2016 | Nakwon (낙원)                               | Seo Minkyung | [ 25 ] |

### Participações em videoclipes
| Ano  | Título     | Artista             | Ref.   |
| ---- | ---------- | ------------------- | ------ |
| 2014 | "Yangbans" | The Seven Year Itch | [ 26 ] |

## Discografia
| Título                     | Ano  | Álbum                    | Ref.   |
| -------------------------- | ---- | ------------------------ | ------ |
| "Snowy Night" (눈 오는 밤) | 2022 | Gyeong-ah’s Daughter OST | [ 27 ] |

## Prêmios e indicações
| Cerimônia de premiação       | Ano  | Categoria                     | Nomeado/ Trabalho           | Resultado | Ref.   |
| ---------------------------- | ---- | ----------------------------- | --------------------------- | --------- | ------ |
| 3° Jeju Hondie Film Festival | 2020 | Prêmio Hondie de Ator/Atriz   | Umbrella                    | Venceu    | [ 28 ] |
| Baeksang Arts Awards         | 2023 | Nova Melhor Atriz - Televisão | Uma Advogada Extraordinária | Indicado  | [ 29 ] |
| Baeksang Arts Awards         | 2023 | Nova Melhor Atriz - Filme     | Gyeong-ah’s Daughter        | Indicado  | [ 29 ] |
| Bechdel Day                  | 2022 | Bechdelianos do Ano           | Gyeong-ah’s Daughter        | Venceu    | [ 30 ] |
| Busan Film Critics Awards    | 2022 | Nova Melhor Atriz             | Gyeong-ah’s Daughter        | Venceu    | [ 31 ] |
| Women in Film Korea Festival | 2022 | Prêmio de Melhor Revelação    | Gyeong-ah’s Daughter        | Venceu    | [ 32 ] |
| 2023 First Brand Awards      | 2023 | Rising Star – Actress         |                             | Venceu    | [ 33 ] |